# Mario Prassinos
Mario Prassinos (ur. 12 sierpnia 1916 w Stambule, zm. 23 października 1985) – francuski malarz oraz ilustrator. Brat Gisèle, pisarki.
Urodził się w Turcji w greckiej rodzinie, która przeniosła się do Francji gdy miał sześć lat. Pierwsza samodzielna wystawa jego prac odbyła się w 1938 w paryskiej galerii Billiet. W latach 1942–1950 pracował jako ilustrator m.in. książek Raymonda Queneau i Sartre’a. Współpracował z artystami wystawiającymi na Festiwalu Teatralnym w Awinionie.